# 노메드의 검
노메드의 검(Steel Dawn)은 미국에서 제작된 란스 훌 감독의 1987년 액션, SF 영화이다. 패트릭 스웨이지 등이 주연으로 출연하였고 콘러드 훌 등이 제작에 참여하였다. 개봉명은 태양의 전사, 출시명은 스틸 던이다.

## 출연

### 주연
- 패트릭 스웨이지
- 리사 니에미

### 조연
- 안소니 저브
- 크리스토퍼 님
- 브라이언 제임스
- 존 후지오카
- 브렛 훌
- 마르셀 밴 히던

## 제작진
- 미술: 알렉스 타불레리스
- 의상: 포피 캐논-리스